# Dalara
Dalara ist eine Gattung der Grabwespen (Spheciformes) aus der Familie Crabronidae. Die Gattung umfasst zwei Arten, von denen eine auf den Philippinen und die andere auf Java und Sumatra vorkommt. Über die Biologie der beiden Arten ist nur sehr wenig bekannt.

## Beschreibung

### Größe und Färbung
Die beiden bisher beschriebenen Arten der Gattung sind mittelgroß und haben Körperlängen von 9 bis 12 mm. Der Körper ist im Wesentlichen mattschwarz ohne abstehende Behaarung. Die Mandibeln können gelblich und die Beine zum Teil rötlich sein. Die Flügel sind bis auf eine wolkig undurchsichtige Randzelle durchscheinend.

### Morphologie
Der obere Innenwinkel der Augen grenzt nicht an einen tiefen Sulcus, die Linse der mittleren Ocelle ist schwach konvex, die Kerben der hinteren Ocellen sind klein. Die Frontallinie ist eingedrückt und durch einen Querwulst unterbrochen. Frons und Vertex sind matt und ohne punktartige Skulpturierung. Das Basalglied der Fühler (Scapus) ist lang und schlank und seine Oberfläche kontrastiert ebenso wie die Oberfläche des Pedicellus' nicht mit jener der übrigen Fühlerglieder (Flagellum). Die Fühlerglieder (Flagellomeren) sind etwa zweimal so lang wie breit und schwach geschuppt. Die Stirnplatte (Clypeus) zeigt einen deutlichen truncaten mittleren Lobus. Das Labrum ist annähernd quadratisch und nicht sichtbar. Die Innenränder der Mandibeln haben einen großen Zahn oberhalb der Basis, die äußere ventrale Seite ist ganzrandig. Bei Weibchen der Art D. mandibularis sind die Mandibelenden zweispitzig, das Weibchen von D. schlegelii ist bisher nicht beschrieben. Die Mandibeln der Männchen beider Arten der Gattung sind stark verlängert und zeigen am Innenrand nahe der Spitze einen kleinen Zahn.
Das Propodeum ist mittellang und annähernd rechteckig, von oben betrachtet biegen die Seiten hinten nach innen. Es ist matt, nicht punktiert und dorsal fein behaart. Die Gaster ist matt oder schwach glänzend und nicht punktiert.
Femora und Tibien sind lang und schlank. Die hinteren Femora der Männchen zeigen basal eine deutliche Ausstülpung oder einen hakenartigen Fortsatz mit danebenliegender Grube. Die mittleren und hinteren Tibien beider Geschlechter weisen Reihen recht kräftiger Dornen auf; auf den Tibien des zweiten Beinpaares sind drei Reihen, auf denen des dritten Beinpaares zwei Reihen ausgebildet. Die Hintertibien der Weibchen haben einen scharfkantigen Längskiel, die der Männchen sind nur im Querschnitt leicht winkelig. Die Weibchen zeigen eine recht schwach ausgebildete Kralle an den vorderen Tarsen, das letzte Tarsenglied der Mittel- und Hinterbeine ist in Seitenansicht in der Mitte gewinkelt und hat auf der Unterseite eine dichte Haarmatte. Die Krallen sind lang, zum Greifen geeignet und zeigen innen keinen Zahn. Die Tarsen der Männchen ähneln denen der Weibchen, das letzte Tarsenglied weist jedoch keine Haarmatte auf und die Krallen sind kürzer.

## Verbreitung
Die Gattung ist auf die Tropen Südostasiens beschränkt, die eine Art kommt auf den Philippinen vor, die andere auf Java und Sumatra.

## Systematik
Pulawski erkennt zwei Arten an:
- Dalara mandibularis (F. Williams, 1919) –  Philippinen
- Dalara schlegelii (Ritsema, 1884) – Java, Sumatra

Im Jahr 2011 wurde von Lynn Kimsey im Südosten der indonesischen Insel Sulawesi in freier Wildbahn sowie im gleichen Jahr von Michael Ohl in der Sammlung des Museums für Naturkunde Berlin eine sehr große Grabwespenart entdeckt, die anfangs der Gattung Dalara zugeordnet wurde. Entgegen dieser ersten Zuordnung wurde die neue Art im März 2012 jedoch nicht als Art der Gattung Dalara, sondern als Megalara garuda in der neu aufgestellten monotypischen Gattung Megalara erstbeschrieben.

## Lebensweise
Angaben zur Lebensweise liegen bisher nur für D. mandibularis von einer Beobachtung Anfang des 20. Jahrhunderts vor. Drei Weibchen hatten Nester in einem liegenden, verrottendem Baumstamm. Die Gänge im Holz verliefen unregelmäßig und von diesen gingen in ungleichmäßigen Abständen Brutzellen ab. Einige der mit Nahrungstieren verproviantierten Zellen enthielten kein Ei oder keine Larve der Wespe. Ob die Weibchen gemeinsame Nester benutzten oder sozial interagierten, wurde aus den Beobachtungen nicht klar. Die Larvennahrung bestand aus kurzflügeligen Waldgrillen der Gattung Calyptotrypus, diese wurden von den Weibchen zum Nest geflogen.